# Раві Павілай
Раві Павілай (тай. ระวี ภาวิไล, англ. Rawi Bhavilai або Rawee Pawilai, 17 жовтня 1925 — 17 березня 2017) — тайський астроном, письменник і перекладач. Він працював професором на кафедрі фізики факультету природничих наук Чулалонгкорнського університету. Відомий своїми роботами з астрономії, а також з філософії та релігії. Він був членом Королівського товариства Таїланду та був обраний Національним митцем у галузі літератури в 2006 році.